# Alice Eve
Alice Sophia Eve (Londres, 6 de fevereiro de 1982) é uma atriz britânica e americana.

## Primeiros anos
Alice nasceu em Londres e é filha dos atores Trevor Eve e Sharon Maughan. Tem dois irmãos mais novos, Jack e George. Quando era criança mudou-se para Los Angeles durante alguns anos enquanto o seu pai tentava encontrar trabalho no mercado americano. A família regressou ao Reino Unido quando Alice tinha 13 anos.
Eve estudou na Beadles School e realizou os exames de acesso à universidade (os A-Levels) na Westminster School em Londres. Durante o seu "gap year", estudou representação na Beverly Hills Playhouse. Quando regressou ao Reino Unido, ingressou na St. Catherine's College da Universidade de Oxford, onde estudou Inglês. Enquanto estudava em Oxford, Alice participou em várias peças organizadas pelos estudantes daquela universidade, incluindo The Importance of Being Earnest, Animal Crackers (que foi apresentada no Festival Fringe de Edimburgo), Scenes from an Execution e The Colour of Justice.

## Carreira
Alice participou nas séries dramáticas The Rotters' Club, transmitida pelo canal BBC, num episódio de Agatha Christie's Poirot e no tele-filme Hawking, protagonizado por Benedict Cumberbatch.
Em 2004 fez a sua estreia no cinema com o filme Stage Beauty. Em 2006 participou em dois filmes de comédia, Starter for 10, com James McAvoy e Benedict Cumberbatch e Big Nothing com Simon Pegg. Alice passou o início desse ano na Índia a filmar a minissérie Losing Gemma, um drama sobre backpackers.
Alice possui alguns trabalhos no teatro. Em 2006 interpretou o papel de jovem Esme na peça original Rock 'n' Roll, de Tom Stoppard no Royal Court Theatre. No ano seguinte voltou a interpretar esse papel quando a peça foi transferida para a Broadway em Nova Iorque. O papel valeu-lhe uma nomeação na categoria de Melhor Atriz Secundária nos prémios do site Whatsonstage.com. Em 2009 interpretou o papel de Roxanne numa produção de Cyrano de Bergerac no Chichester Festival Theatre.
Em 2010, Alice foi uma das protagonistas da comédia romântica She's Out of My League. Os atores que interpretam os seus pais neste filme são os seus pais na vida real. No mesmo ano teve um papel secundário no filme Sex and the City 2. Em 2011, interpretou Sophia, uma jornalista e interesse amoroso da personagem de Vincent Chase na oitava temporada da série Entourage do canal HBO. Em 2015 retomou o papel para uma pequena participação no filme baseado na série.
Em 2012 foi uma das protagonistas de The Raven com John Cusack. O filme conta uma versão fantasiosa dos últimos dias de vida de Edgar Allan Poe, retirando vários elementos dos contos do autor. No mesmo ano participou em Men in Black 3 no papel de Jovem Agente O. Em 2013 interpretou o papel de Dra. Carol Marcus em Star Trek: Into Darkness. Ainda nesse ano, participou no Consumer Electronics Show e no videoclipe "Queenie Eye" de Paul McCartney.
Em 2014 teve uma pequena participação no filme Night at the Museum: Secret of the Tomb, onde fez de ela própria. Em 2015 estreou o filme Before We Go, a estreia na realização de Chris Evans que protagoniza.

## Vida pessoal

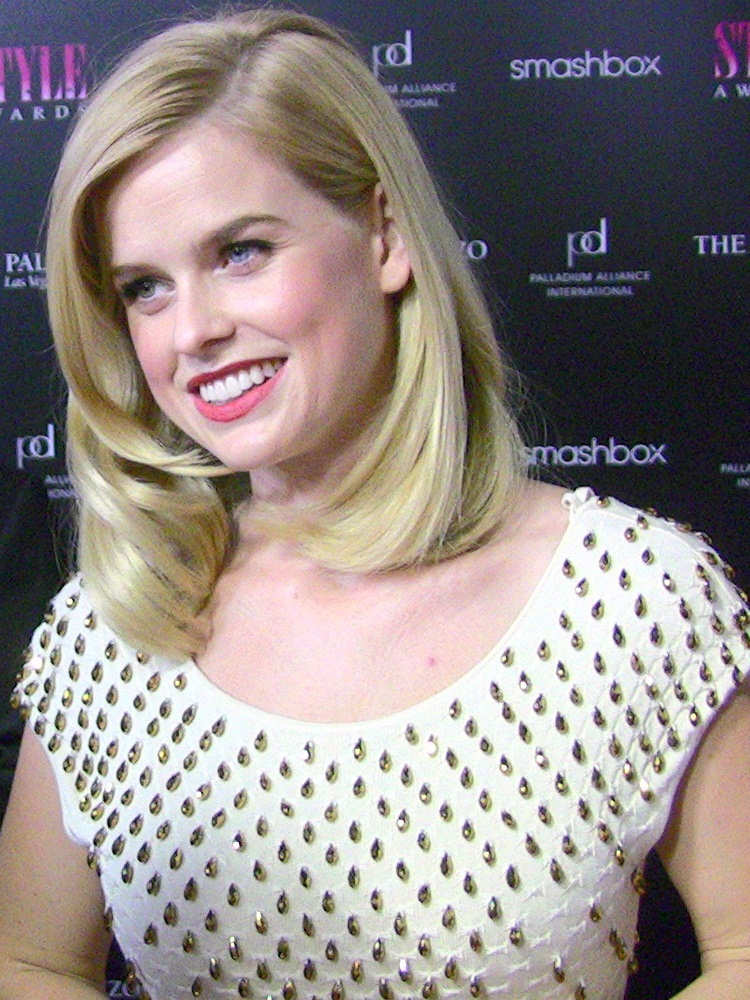
Alice Eve em 2014.

Alice vive entre Londres e Los Angeles. Tem heterocromia: o seu olho esquerdo é azul e o direito é verde.
Em 14 de agosto de 2014, Alice anunciou o seu noivado com o namorado do liceu, o financeiro Alex Cowper-Smith que conheceu quando os dois frequentavam a Westminster School. O casamento ocorreu no dia 31 de dezembro de 2014.

## Polêmica
Em 2015, fez comentários controversos relativos à transição pública de Caitlyn Jenner de homem para mulher. Alice recusou aceitar Caitlyn como mulher. Alice disse: "Tem uma vagina? O seu salário é inferior ao de um homem? Então assim, minha amiga, é uma mulher".

## Filmografia

### Cinema
| Ano  | Título Original                         | Papel                    |
| ---- | --------------------------------------- | ------------------------ |
| 2004 | Hawking                                 | Martha Guthrie (para TV) |
| 2004 | Stage Beauty                            | Miss Frayne              |
| 2006 | Starter for 10                          | Alice Harbinson          |
| 2006 | Big Nothing                             | Josie McBroom            |
| 2006 | Losing Gemma                            | Esther (para TV)         |
| 2007 | The Amazing Trousers                    | Colette                  |
| 2009 | Território Restrito                     | Claire Sheperd           |
| 2010 | She's Out of My League                  | Molly                    |
| 2010 | The Rotters' Club                       | Cicely Boyd (para TV)    |
| 2010 | Sex and the City 2                      | Erin                     |
| 2011 | The Decoy Bride                         | Lara                     |
| 2012 | ATM                                     | Emily Brandt             |
| 2012 | MIB 3                                   | Jovem agente O           |
| 2012 | The Raven                               | Emily Hamilton           |
| 2013 | Star Trek Into Darkness                 | Dra. Carol Marcus        |
| 2013 | Cold Comes the Night                    | Chloe                    |
| 2014 | Before We Go                            | Brooke Dalton            |
| 2015 | Night at the Museum: Secret of the Tomb | Ela mesma                |
| 2016 | Criminal                                | Marta Lynch              |
| 2016 | Misconduct                              | Charlotte                |
| 2018 | Replicas                                | Mona Foster              |
| 2019 | Bombshell                               | Ainsley Earhardt         |

### Televisão
| Ano  | Título                   | Papel                         | Notas                                        |
| ---- | ------------------------ | ----------------------------- | -------------------------------------------- |
| 2005 | Beethoven                | Countess Giulietta Guicciardi | Episódio: "The Rebel"                        |
| 2005 | Agatha Christie's Poirot | Lenox Tamplin                 | Episódio: "The Mystery of the Blue Train"    |
| 2011 | Entourage                | Sophia                        | Quatro episódios                             |
| 2016 | Black Mirror             | Naomi                         | Episódio: "Nosedive"                         |
| 2018 | Iron Fist                | Mary Walker                   | Segunda temporada                            |
| 2018 | Ordeal by Innocence      | Gwenda Vaughan                | Minissérie                                   |
| 2018 | Robot Chicken            | Jane Porter / Alexis (voz)    | Episódio: "Jew No. 1 Opens a Treasure Chest" |
| 2020 | Belgravia                | Susan Trenchard               |                                              |